# Agnetz
Agnetz is een gemeente in het Franse departement Oise (regio Hauts-de-France). De plaats maakt deel uit van het arrondissement Clermont. Agnetz telde op 1 januari 2022 3.060 inwoners.

## Geografie
De oppervlakte van Agnetz bedroeg op 1 januari 2022 12,94 vierkante kilometer; de bevolkingsdichtheid was toen 236,5 inwoners per km².

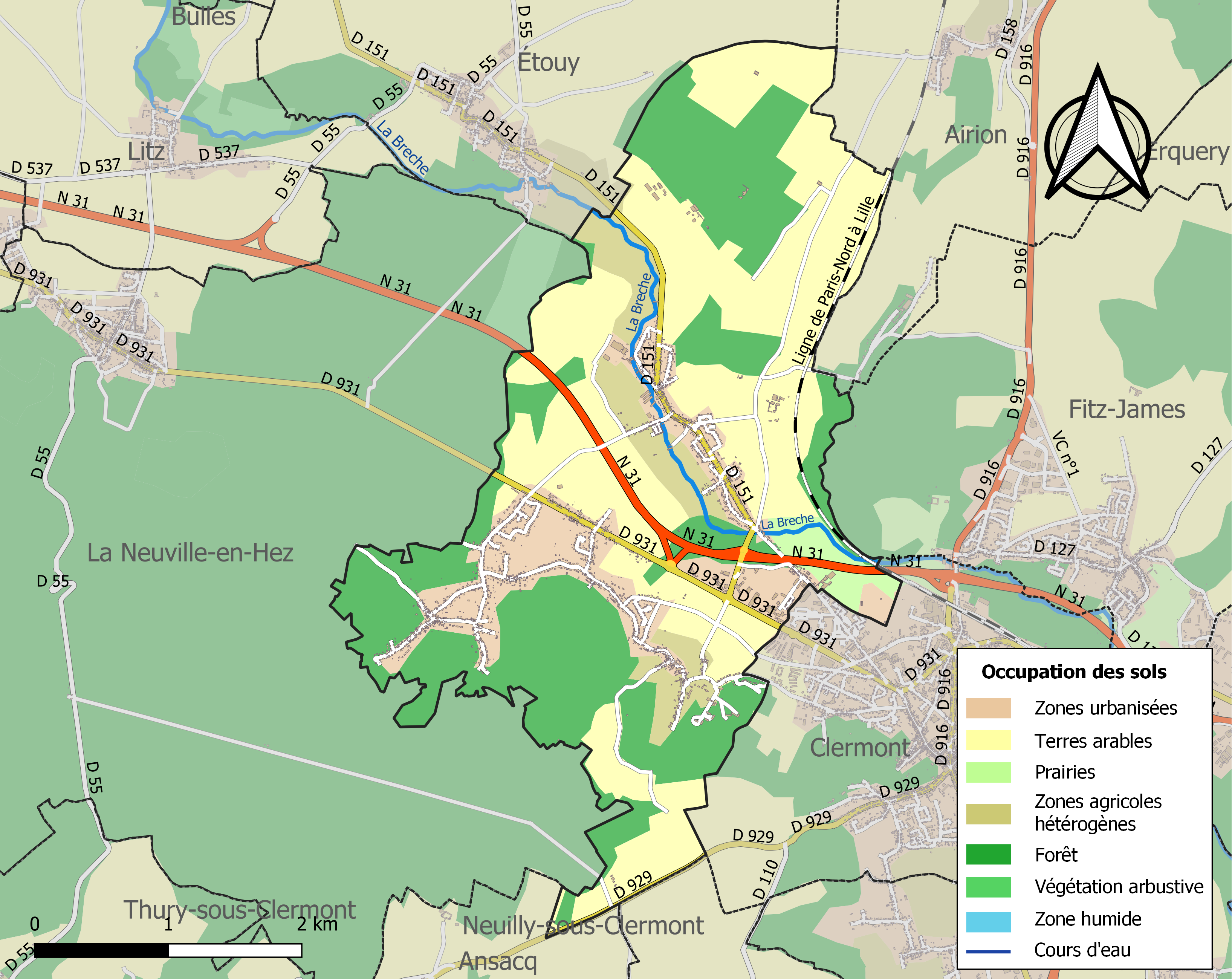
Kaart van de gemeente met belangrijkste infrastructuur, bodemgebruik en omliggende gemeenten

## Demografie
Onderstaande figuur toont het verloop van het inwonertal (bron: INSEE-tellingen).